# Yelena Vólkova
Elena Volkova (Unión Soviética, 29 de mayo de 1968) es una nadadora soviética retirada especializada en pruebas de estilo braza, donde consiguió ser medallista de bronce mundial en 1991 en los 100 metros estilo braza. Está casada con el exnadador Guennadi Prígoda y es madre del nadador Kiril Prígoda.

## Carrera deportiva
En el Campeonato Mundial de Natación de 1991 celebrado en Perth (Australia), ganó la medalla de bronce en los 100 metros estilo braza, con un tiempo de 1:09.66 segundos, tras la australiana Linley Frame  que batió el récord del mundo con 1:08.81 segundos, y la alemana Jana Dörries  (plata con 1:09.35 segundos).